# Schloss Kirchenlamitz

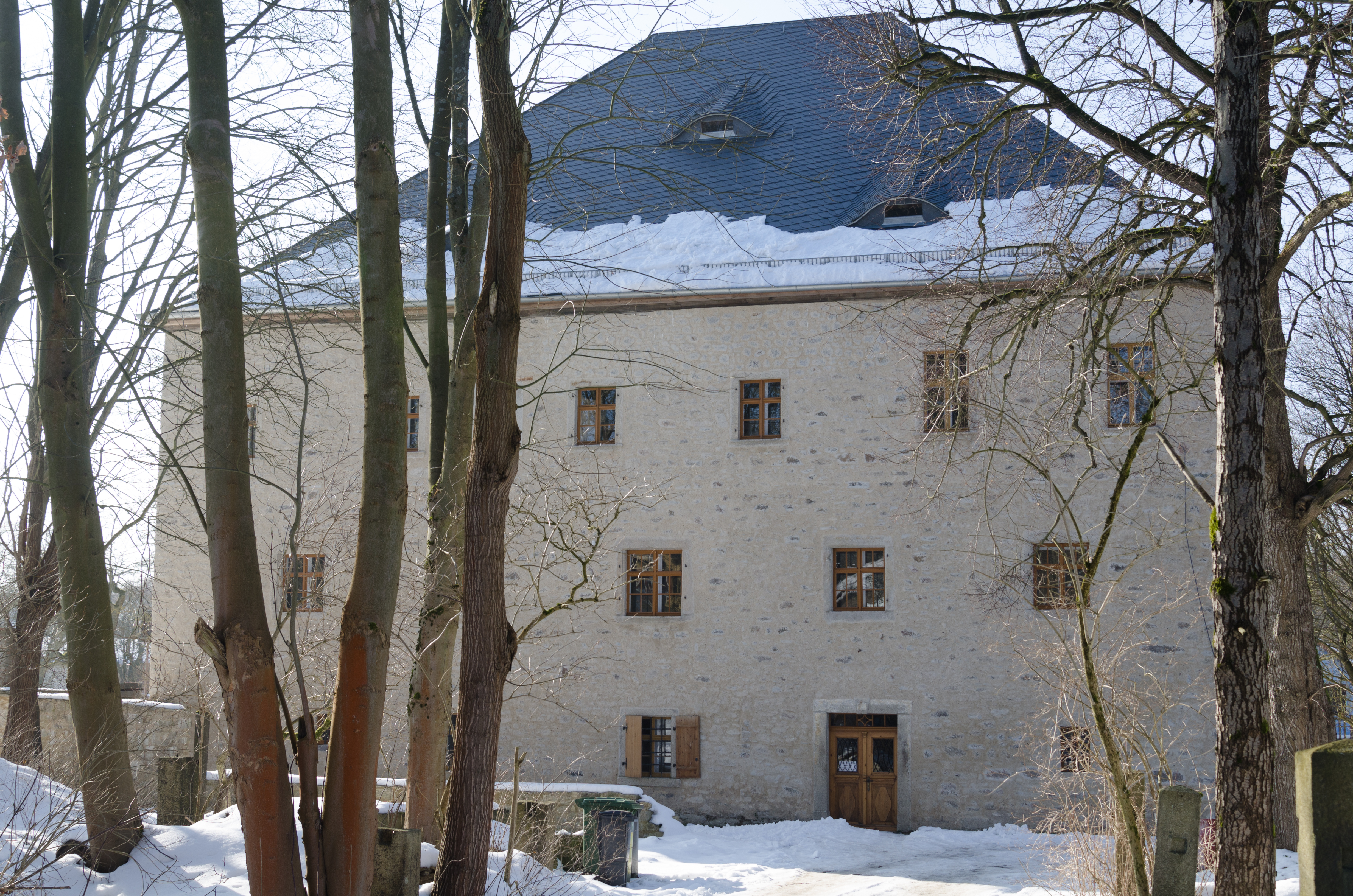
Schloss Kirchenlamitz

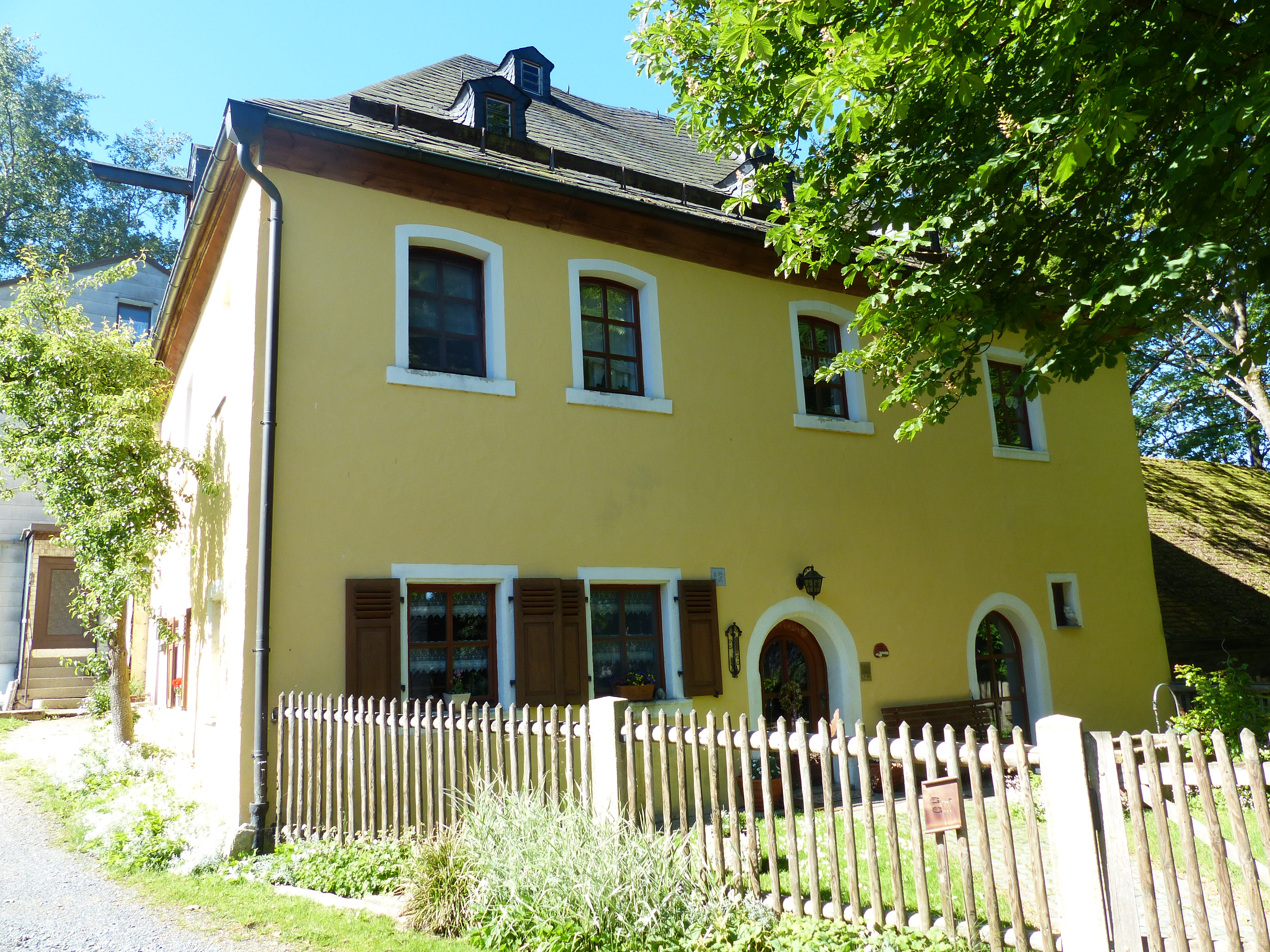
Ehemaliges Gesindehaus

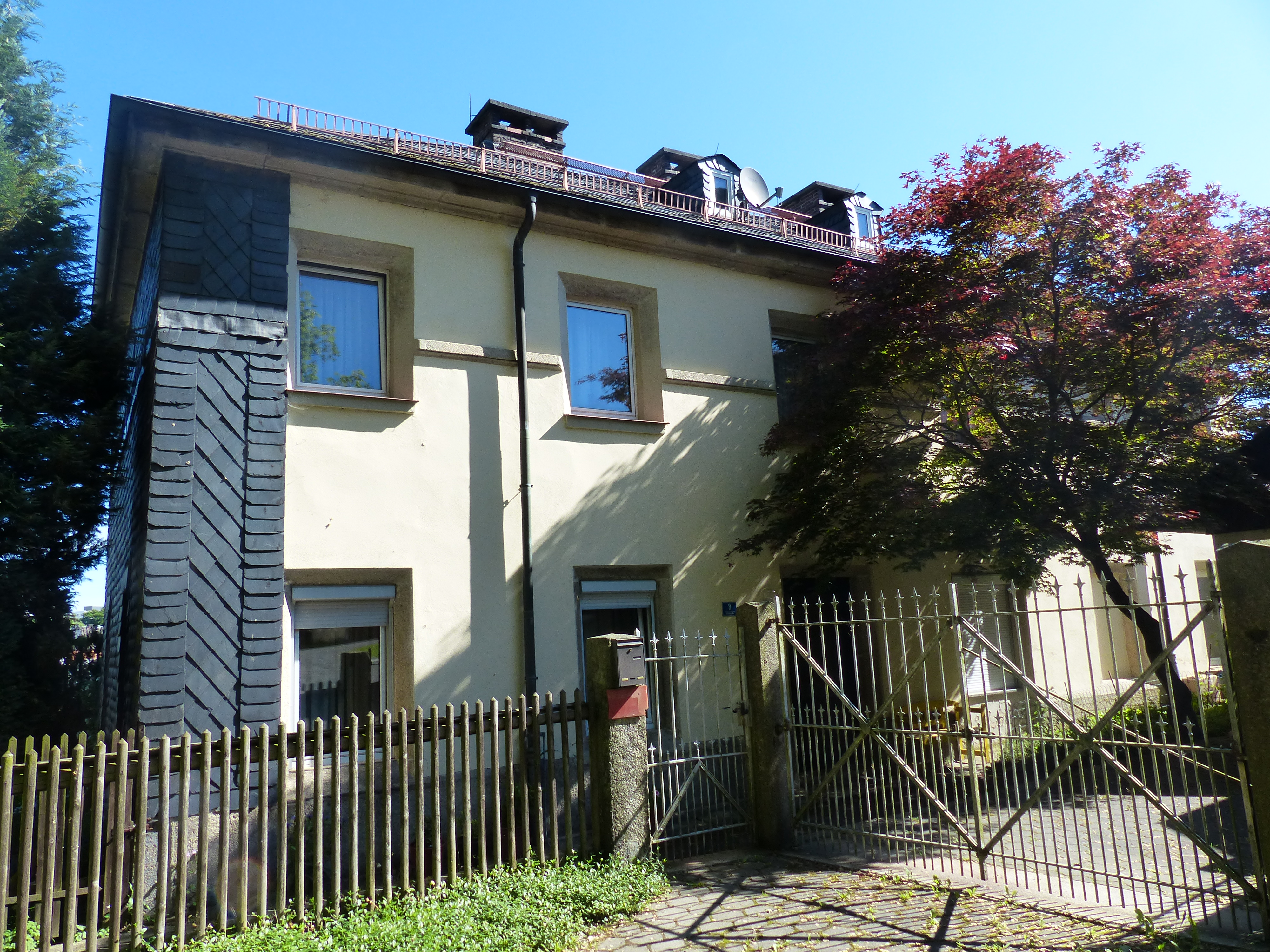
Ehemaliges Gefängnis

Das Schloss Kirchenlamitz war Amtsburg und später Sitz des Amtsgerichts in Kirchenlamitz im oberfränkischen Landkreis Wunsiedel im Fichtelgebirge.

## Geschichte
Das Schloss aus dem 16./17. Jahrhundert war wie die Burg Epprechtstein Sitz eines Amtmanns im Sechsämterland des Markgraftums Brandenburg-Bayreuth. Im Zweiten Markgrafenkrieg wurde das Schloss 1553 niedergebrannt. Johann Theodor Benjamin Helfrecht beschrieb die Anlage 1795 noch als Wasserburg. Ab 1812 war das Schloss Sitz eines bis 1879 bestehenden bayerischen Landgerichts älterer Ordnung, dann bis 1959 Sitz eines Amtsgerichts. Eine Sanierung des Gebäudes wurde 2008 bis 2013 durchgeführt.

## Baubeschreibung
Das Schloss und das angrenzende Gesindehaus sowie das ehemalige Gefängnis stehen unter Denkmalschutz:
- Ehemaliges Schloss (Schlossstraße 10): Einfacher dreigeschossiger Massivbau, Walmdach mit Fledermausgauben, 16./17. Jahrhundert, Kellerhaus, eingeschossig, mit Brockenmauerwerk und abgewalmtem Dach (angebaut bei Nr. 12)
- Ehemaliges Gesindehaus beim Schloss (Schlossstraße 12): Zweigeschossiger Walmdachbau, massiv und verputzt, im Kern wohl 17. Jahrhundert, das angebaute Kellerhaus gehört zu Haus Nummer 10
- Ehemaliges Gefängnis (Schlossstraße 9): Zweigeschossiger Walmdachbau, massiv und verputzt, Westfassade mit Schiefer verkleidet, Mitte 19. Jahrhundert[2]